# Мойєр Іван Пилипович
Мойєр Іван Пилипович (рос. Иван Филиппович Мойер; 10 березня 1786—1 квітня 1858) — хірург, професор, декан медичного університету та ректор Імператорського Дерптського університету, дійсний статський радник.

## Біографія
Походив із голландської родини, що переселилася до Росії. Син пастора у Ревелі. Спочатку вивчав богослов'я у Дерптському університеті (1803—1805). Після закінчення університету подався за кордон для вивчення медицини. Був слухачем Геттінгенського університету, а потім у Павійському університеті займався хірургією у А. Скарпі. У Павії здобув ступінь доктора хірургії. Працював у шпиталях Мілана та Відня під керівництвом професора І. Руста.
Час повернення Мойера до Росії збігся з Французько-російською війною, і він зміг відразу ж застосувати свої знання у військових шпиталях. Під кінець війни Мойєр працював помічником завідувача шпиталю в Дерпті. Здобув ступінь доктора медицини та хірургії (1813) в Дерптському університеті, захистивши дисертацію De polsu, patholigisu considerato. Займався практичною хірургією. З 1815 — ординарний професор і керівник кафедри хірургії Дерптського університету. У 1817, 1823, 1827 та 1830 роках обирався деканом медичного факультету, а у 1834/1835 академічному році був ректором університету. У 1828 році при університеті був відкритий Професорський інститут і Мойєр був ревним керівником його слухачів.
Його учнями були: М. І. Пирогов, В. І. Даль, Ф. І. Іноземців, А. М. Філомафітський.
Пішовши 9 березня 1836 року у відставку, Мойєр передав кафедру хірургії М. І. Пирогову і переїхав у маєток своєї дочки Буніно в Орловській губернії. Наприкінці життя перейшов у православ'я.
У січні 1817 року в Дерпті одружився з племінницею В. А. Жуковського, Марією Андріївною Протасовою, яка через шість років спільного життя померла при пологах.